# 長谷川育美・川井田夏海のなんにもしたくありません
『長谷川育美・川井田夏海のなんにもしたくありません』（はせがわいくみ・かわいだなつみのなんにもしたくありません）は、2021年8月9日からOPENREC.tv、YouTube、ニコニコチャンネルで放送されているラジオ番組。
運営はベルガモ。

## 番組概要
2021年8月5日、運営であるベルガモから番組が開始されることが告知され、8月9日に初回が放送された。
パーソナリティは長谷川育美と、川井田夏海。双方過去にベルガモ系の番組に出演した経験があるコンビとなっている。
当番組はベルガモ初のOPENREC.tvでの番組となっており、番組時間は約1時間。前半は無料でYouTubeチャンネルでも視聴が可能であり、後半はOPENREC.tvでのサブスクリプション会員のみの放送となっている。サブスクリプションは¥770/月（税込）。
また、ベルガモのニコニコチャンネル『ベルガモTALKS』では、放送2日後の0時にアーカイブが更新されている。
基本的に月2回放送、月曜日21:00～22:00となっているが、生放送の為、放送曜日・時間が異なる回も存在する。
開始当初は20:30～21:30の放送だったが、2023年より、21:00～22:00の放送に変更となっており、放送スタジオもベルガモスタジオから、新設されたカタルーニャスタジオに変更となっている。
第40回（2023年3月20日配信）にて、弱キャラ友崎くんのアニメ第二期に川井田が出演することがここで初発表され、今後当アニメの情報がこちらでも告知されるとされていたが、一度もまともな告知が行われることもなく放送が開始されている。
第49回（2023年8月7日配信）にて、第1回から使用されていたキービジュアルが変更された。
2024年6月14日、ニコニコチャンネルのサイバー攻撃による7月末までの生放送停止などの影響があり、ベルガモがYouTubeメンバーシップを開始。当番組もメンバーシップに対応した番組の一覧に含まれており、YouTubeでも会員限定パートを第70回（2024年6月24日）より聴けるようになっていた。
ただ、こちらニコニコチャンネル復旧に伴い、第74回（2024年8月26日）で更新が終了となっている。（アーカイブは視聴可能）

## パーソナリティ
- 長谷川育美
- 川井田夏海

## ゲスト
- 第7回（2021年11月8日）鈴代紗弓
- 第24回（2022年7月18日）藤原夏海

## 放送時間
- OPENREC.tv
  - 2021年8月9日（第1回） - 2022年12月25日（第34回）
毎月2回放送 月曜日 20:30 - 21:30（前半無料・後半サブスクリプション会員のみ）
  - 2023年1月9日（第35回） -
毎月2回放送 月曜日 21:00 - 22:00（前半無料・後半サブスクリプション会員のみ）

- YouTube
  - 2021年8月9日（第1回） - 2022年12月25日（第34回）
毎月2回放送 月曜日 20:30 - 21:00（無料範囲のみ）
  - 2023年1月9日（第35回） -
毎月2回放送 月曜日 21:00 - 21:30（無料範囲のみ）
  - 2024年6月24日（第70回） - 2024年8月26日（第74回）
毎月2回放送 月曜日 21:00 - 22:00（前半無料・後半メンバーシップ会員のみ）
- ニコニコチャンネル
  - 2021年8月11日（第1回） - 
各回2日遅れ、0:00よりアーカイブ配信

## 映像回
通常は音声のみの放送であるが、一部の回では映像ありの回が存在する。
以下が映像ありの回となっている。
- 第1回（2021年8月9日）[9] - 初回

- 第10回（2021年12月18日）[10] - クリスマス回

- 第24回（2022年7月18日）[11] - 一周年記念回。ゲスト：藤原夏海
- 第34回（2022年12月25日）[12] - クリスマス回
- 第52回（2023年9月18日）-[13] 公開生放送回
- 第73回（2024年8月12日）[14]- 三周年記念回。

基本映像あり回以外に関しては、静止画が使用されている。（開始前ロゴ→開始キービジュアル+ロゴ→終了後ロゴ）
ただ、極稀にそれ以外の静止画（ファンアートなど）を表示することもある。

## 単独回
一部、パーソナリティ単独回が存在する。
- 第14回（2022年2月21日） - 川井田夏海が体調不良の為、長谷川育美単独で放送。

- 第43回（2023年5月8日） - 川井田夏海が体調不良の為、長谷川育美単独で放送。

## コーナー
コーナー順は公式Twitterのツイート順となっている。
放送数日前（金曜日から日曜日まで）に、次の回行われるメールに関してのツイートが掲載される。

以下4年目となる、2025年1月（第83回）に発表されたコーナー。なお、公式からコーナー名が文字として、提供されていない為、本来のコーナー名と表記揺れがある可能性がある。
ようこそ！アンラッキー倶楽部へ
リスナーの皆さんの日常で起こった不幸な出来事、誰かに聞いてほしい笑っちゃうような失敗談など、不幸自慢を送ってきてください。
不幸な話だけど、エンタメに昇華されているエピソードは当倶楽部でアンラッキーエピソードと認定！
あなたのアンラッキーエピソード、お待ちしています。
なお、投稿方式だが、575の川柳風（字余りOK）を求めている模様で、その後にエピソードをという感じ。
基本的に笑える不幸・失敗みたいなので、ガチな不幸自慢を送ってこられても困るとのこと。

以下3年目となる、2023年10月（第54回）に発表されたコーナー。なお、公式からコーナー名が文字として、2024年3月現在も提供されていない為、本来のコーナー名と表記揺れがある可能性がある。（Twitterでの募集コーナー更新が行われていない）
クイズ 毎日がなんでもクエスチョン
リスナーの皆さんの日常で起こった出来事をドラマチックにクイズ形式で送ってきてください。
本当にすごい事から、なんじゃそれ～！な出来事までなんでもOKです。問と答えを送ってきてください。
リスナーのクイズを2人が考えるという方式の模様。現状選択肢はヒントなどの言及はなし。
例：Q、生放送中に川井田が突然笑い始めました。なぜでしょう？ A、ポスターが剥がれ落ちてきたから
教えて！川井田パイセン
ちょっと意味が分かりにくい言葉だったり、聞いたことあるけど一体どういうこと？などなワードを、
生きるWikipedia・歩く広辞苑の川井田パイセンが解説します。
その言葉と使用例、その言葉の本当の意味を送ってきてください。
なお、この川井田パイセンはどうやら川井田夏海本人と同一人物だと、発表時は言われていたはずなのだが、 このコーナーの初回（第60回 / 2024年1月29日）が始まった所、川井田パイセンという別人が現れていたので、どうやら別人の模様。
以下2年目となる、2022年9月（第28回）より順次運用。
なんありディスカッション
毎回、番組が出す議題やテーマに対してお便りを送ってもらうコーナー！
あるあると思う答えから、それはないやろって答えまで理由も含めて、お待ちしてます。
一年目途中からTwitter上でなんとなく始まったメールテーマのコーナーが基本独立した形。
例：あなたの思う最強の給食のセットは？
なんありプレイオンワード
日本の伝統的な言葉遊び、ダジャレ。それについてフィーチャーするコーナー。
お題に関するダジャレを大募集！短い文章から、長文やセリフの掛け合いまで、長谷川、川井田をうならせるダジャレを送ってください！
以前の『川井田夏海へのギャグ』がコーナー化、派生した感じ。
初回を経て思ったよりも早いペースでダジャレを回していく上、番組史上最も陽気なSE（BGM）が使用されている為、カオスなコーナーになりそうな気配がある。
例：野菜ダジャレを送ってください
当初は後述の『なんあり大喜利グランプリ』と内容が被り気味なので、どちらかになる予定とされていたが、どちらにもメールが集まったからか、結局両方とも行われている。
なんあり大喜利グランプリ
このコーナーでは、毎回お題に関する答えを送ってもらう大喜利コーナー！
例：お嬢様っぽい飲み会の断り方は？
当初は前述の『なんありプレイオンワード』と内容が被り気味なので、どちらかになる予定とされていたが、どちらにもメールが集まったからか、結局両方とも行われている。

## 過去に行われていたコーナー
川井田夏海へのギャグ
初回、川井田夏海がギャグをした事が原因で突発的に生まれたコーナー。
毎回無料の前半パートの終わりに『サブスクしたくなるギャグ』として発表される。
なお、第8回にて「面白いのがなかった」として初のギャグなし回が発生した。以後、たまにギャグなし回が存在する。
最初の頃はダジャレだったのだが、最近はギャグ関連であれば問題ない方向（尺がどんどん長くなっている）になっている。
第26回にて、一年以上経過した為、毎回の実施ではなくなることを発表しており、ギャグコーナーは『なんありプレイオンワード』が登場した為、実質的に完全終了したものと思われる。
うちこもりシスターズ　アウトドアのすすめ
パーソナリティの長谷川育美と川井田夏海によく似た、超インドアで超引きこもりの”うちこもりいくみ”と”うちこもりなつみ”の姉妹。（誰？）
こんなご時世だからこそ、色々と落ち着いた時の為にアウトドアで遊ぶ準備をしておきたい！この姉妹にアウトドアの素晴らしさをプレゼンしてください。
例：サイクリング - ２人で変わり種の自転車に乗るのはどう？

第1回から募集されていたものの、コーナー初回が第8回（2021年11月22日）の有料パートとなっており、以後放送一年が経過したが、一度もこのコーナーが行われていない。
いくつかのメールを紹介し、その中から1つやってみる（エチュード・茶番）という流れとなっている。
何度か「一度しかやっていないコーナー」とコーナー名も言われることなく出てくる場合もあるが、実質的にコーナーは終了したと考えられる。
ものぐさカルタ
”なんにもしたくない”もしそんなものぐさなカルタを作るとしたら？そんなカルタの読み札を大募集。
例：【あ】明日から本気出す

基本的に、無料パートの前半で行われることが多かった。
回毎に行が指定されている。（『あ行』等）
『あ』から『わ』までが終了したので、”いっかんのおわり”とされて恐らく終了したと思われる。
なお、ここまですべて紹介しているが、『ち』『つ』『と』『の』『る』の札が一度も紹介されていない為、ものぐさカルタを50音集めることは現状不可能となっている。
なんあり？　ありなん？　アンケート！
「難あり」もしくは「あり」なのかを判定するコーナー。
あなたの人には分かってもらえないかもしれないと思っている趣味や癖、ありかなしかで悩んでいる事などを私達なりにジャッジします。
例：ご飯にマヨネーズをかけて食べるのは？

無料・有料パートどちらでも行われることがあった。
二年目突入以降行われておらず、実質的に終了したと思われる。

教えて！　最強のショートカット
無駄な事は何もしたくない、時間は有限、効率よく行動して好きな時間を楽しもう！色んな事のショートカットや、時短方法を教えて下さい。

基本的に、無料パートの前半で行われることが多かった。
実用的なモノから、ネタまで幅広く募集されていた。
二年目突入以降行われておらず、実質的に終了したと思われる。
ホメリストいくみママのそのままでいいんだよ
いつも前向きでいたいけど、暗いニュースも多い世の中。「こんな自分で本当にいいのか？」ついついネガティブになってしまいます。 そんな褒められたい、頑張ってって言われたい人ぜひおたよりを。いくみママが承認欲求を満たしてくれるそんな一言を送ります。

基本的にサブスク限定の後半で行われることが多い。
長谷川は、このコーナーでママイメージを付けられることを嫌がっている。
川井田はいくみママの事を苦手なタイプだとしており、これによるプロレスの下りが結構多い。この傾向は回を追う毎に色濃くなってきており、より川井田の発言が直球となりつつある。
また、一度も後述のイタコ占い師なつみ先生は映像回に複数回登場しているものの、いくみママは一度も登場していない。
なお、『長谷川育美』と『いくみママ』は別人という事になっている。
また、ホメリストいくみママの容姿は長谷川育美と瓜二つであることが映像回の第34回で判明している。この回は、リスナーと生電話で褒めが行われた。映像回の登場は第34回、第52回。
事前ツイートにおいて『ほめられたいこと』などの記載がある場合、当コーナーのことを指している。
後述の『なつみ先生』と2年間行われたコーナーだが、第52回（2023年9月18日）の放送で最終回とされている。

イタコ占い師なつみのこんなん出ました
川井田夏海があなたのお悩みを解決してくれる人を自分に口寄せして、バッチリ解決してくれるコーナー。あなたのお悩みを送ってください！

基本的にサブスク限定の後半で行われることが多い。
川井田が、番組サイドで用意されていると思われるカードを引いて、そのカードに記載されているキャラになりきってお悩みを解決する。基本的に解決しない。
回を追う毎に『イタコ占い師なつみ』の設定が積み重なっている。月1程度しか出現しないにも関わらず、仕事がこれしかないらしい。
なお、『川井田夏海』と『イタコ占い師なつみ』は別人という事になっている。
また、イタコ占い師なつみの容姿は川井田夏海と瓜二つである事が映像回の第10回にて判明している。この回では、リスナーと生電話でお悩みを解決した。映像回には第10回、第24回、第52回で登場。
事前ツイートにおいて『お悩み』『お悩み相談』などが記載されている場合は、当コーナーを指す。
前述の『いくみママ』と2年間行われたコーナーだが、第52回（2023年9月18日）の放送で最終回とされている。
CMコーナー
第60回（2024年1月29日）に唐突に提起されたモノ。
第56回（2023年11月20日）から無料パートのコーナーの間にベルガモのCMが入るようになった（ONE TO ONE『千春の次元をこえたる！』のCM）
コレに関して「リスナーもCMを打ちたくないのか」という事を二人が言い始めたことによって、始まったコーナー。（コーナーと呼べるのかは不明）
時間は20秒で、音声を送っても良いし、パーソナリティの2人に読ませる台本でも可能な模様。（20秒を超えるとブチ切りになることが第62回で判明）
有料パートのコーナーとコーナーの間に音源が流される方式だった。
なお、こちらは61～63回の3回で二人が満足したため終了する模様であり、『うちこもりシスターズ』の次に短命に終わったコーナーとなった。（こちらは元々思いつきでしかないのが…）

ドン長谷川のあなたにドーン！
ちょっと最近甘えちゃってる、気が抜けちゃってるかも？なあなたにドン長谷川が喝をいれてくれる、そんなコーナーです。 なおドン長谷川はメールを斬っていくスタイルの模様。 また、ドン長谷川と長谷川育美は別人ということになっている。 なので、ドン長谷川がどれだけキツイことを言おうと、長谷川育美には関係ないとのことである。 キツイ言葉や、逆に共感されたりして、自分の望みと違う言葉がかけられてたとしても、それは自己責任のコーナーとなっている。

## イベント
半年前後のペースでイベントが行われている。
ベルガモの番組は定期的なイベントでのグッズ販売や、チケット売上で番組の予算を賄っているとされている為か、毎度グッズ販売と第二部後のお渡し会が存在するというのが恒例となっている。
また、リアル・オンライン併用でのイベントとなっており、ニコニコ生放送（なんありな祭り2022春）やOPENREC.tv（秋の可愛いよ祭り。以降）での同時生配信も行われている。

### なんありな祭り2022春
リアル・オンライン併用の初のイベント。
オンラインはニコニコ生放送・OPENREC.tvでの配信。
現地限定でカラオケパートが存在した他、グッズ販売・お渡し会も存在。
開催日時：2022年4月16日（土）
　　　　　昼の部　開場15:30　開演16:00
　　　　　夜の部　開場18:00　開演18:30
会場：Liveレストラン青山
出演：長谷川育美・川井田夏海
ゲスト：のぐちゆり（昼の部）、鈴代紗弓（夜の部）
価格：4950円（現地・配信同額）

### 秋の可愛いよ祭り。
リアル・オンライン併用の2度目のイベント。
オンラインはOPENREC.tvでの配信。
グッズ販売・お渡し会も存在。
開催日時：2022年10月23日（日）
　　　　　第1部　開場16:00　開演16:30
　　　　　第2部　開場18:15　開演18:30
会場：大手町　サンケイプラザ
出演：長谷川育美・川井田夏海
ゲスト：集貝はな・篠原侑（両部）
価格：現地・4950円
配信・OPENRECサブスク登録者 4950円、一般6050円

### 『長谷川育美・川井田夏海のなんにもしたくありません』お話し会（AnimeJapan2023）
AnimeJapan2023のベルガモブースにて行われるお話会。
後述の『春の大満開まつり』のチケットや、オリジナルグッズの販売によるお話し会となる。
PassMarketでも事前購入、またはAnimeJapan2023での直接購入が可能。
AnimeJapan2023の入場券が別途必要。
開催日時：2023年3月26日（日）12：00
会場：東京ビッグサイト東展示棟　J12　ベルガモブース
出演：長谷川育美・川井田夏海
価格：アクリルスタンドとしおりセット：3300円
『春の大満開まつり』チケット：4950円

### 春の大満開まつり
リアル・オンライン併用の3度目となるイベント。
グッズ販売・お渡し会も存在。
また、当イベントにおいて発売された『なんありキャップ』がなんあり初の通販での販売が開始されている。
開催日時：2023年4月9日（日）
　　　　　第1部　開場15:00　開演15:30
　　　　　第2部　開場17:30　開演18:00
会場：高円寺StudioK 2階
出演：長谷川育美・川井田夏海
ゲスト：佐伯伊織（第1部）、高尾奏音（第2部）
価格：現地・4950円
配信・OPENRECサブスク登録者 4950円、一般6050円

### 公開生放送
これまでのイベントとは異なり、通常の放送を公録方式で行う。
番組開始2周年を記念してのキービジュアル変更に関連して、ラッフルでのグッズガチャ販売が行われた。
この中の『50名様限定！公開放送参加チケット＋デジタルメッセージ入り！ポストカード』を購入した50名が公開放送に参加となった（現状全員参加なのか、抽選要素が存在するのかは不明）なお、先着50名のチケットは1時間50分程で完売した。
この後、再度ラッフルにて『公開放送参加チケット＋デジタルメッセージ入り！ポストカード』は38席分追加販売された。
開催日時：2023年9月18日（月）21:00～
会場：高円寺StudioK
出演：長谷川育美・川井田夏海

### なんありフェスティバル2023
リアル・オンライン併用の4度目となるイベント。
グッズ販売・お渡し会も存在。
開催日時：2023年12月2日（土曜日）
　　　　　開場　11：00　開演　11：30
会場：中野セントラルパークカンファレンス　ホールB
出演：長谷川育美・川井田夏海
ゲスト：陶山恵実里
価格：現地・6,050円
配信・OPENRECサブスク登録者 4,950円、一般6,050円

### 『長谷川育美・川井田夏海のなんにもしたくありません』お話し会（AnimeJapan2024）
AnimeJapan2024のベルガモブースにて行われるお話会。
ベルガモがAnimeJapanで行うお話会の中の一つ。
整理券の枚数には限りがあり、サブスク会員限定で3/11 23時～3/22 23時59分まで事前購入を受け付ける。
AnimeJapan2024の入場券が別途必要。
前回のAnimeJapan2023の反省を受けて、マイクを導入する模様。
開催日時：2024年3月24日（日）13：30
会場：東京ビッグサイト東展示棟　J21　ベルガモブース
出演：長谷川育美・川井田夏海
グッズ：なんありエコバック・ステッカー(6枚）セット　3950円等

### なんありフェスティバル2024夏
4度目となるイベント。
グッズ販売・お渡し会も存在。
開催日時：2024年9月1日（日）
　　　　　第1部　開場13:00　開演13:30
　　　　　第2部　開場15:30　開演16:00
会場：中野セントラルパークカンファレンスホールB
出演：長谷川育美・川井田夏海
ゲスト：水野朔（第1部）、島袋美由利（第2部）
価格：現地・OPENREC会員5,500円／一般6,600円

### なんありフェスティバル2025春
5度目となるイベント。
グッズ販売・お渡し会（上限あり）も存在。
開催日時：2025年3月1日（土）
　　　　　第1部　開場13:00　開演13:30
　　　　　第2部　開場15:30　開演16:00
会場：快・決いい会議室HALL A
出演：長谷川育美・川井田夏海
ゲスト：松本沙羅（第1部）、上田瞳（第2部）
価格：現地・OPENREC会員5,500円／一般6,600円